# Grube Frankenforst
Die Grube  Frankenforst ist eine ehemalige Eisen-Grube des Bensberger Erzreviers in Bergisch Gladbach. Das Gelände gehört zum Stadtteil Kippekausen. Aufgrund eines Mutungsgesuchs vom 14. Juli 1851 auf den Namen Gertrud wurde am 12. November 1856 unter dem Namen Frankenforst eine Verleihungsurkunde auf Eisenstein erteilt. Das Grubenfeld Frankenforst liegt zwischen Kickehäuschen und Vürfelser Kaule. Der Fundpunkt war südlich der Einmündung der Straße Neuer Traßweg in die Straße An der Wallburg. Alle Spuren sind durch die Bebauung verloren gegangen. Über die Betriebstätigkeiten ist nichts Näheres bekannt.